# Estadi Skonto
L'estadi Skonto (en letó: Skonto stadions) és un estadi de futbol de Riga, Letònia. Va ser inaugurat el 28 de juny de 2000 i té una capacitat per a 10.007 espectadors asseguts, estant l'estadi major de Letònia i on disputa els seus partits la selecció de futbol de Letònia i el Skonto FC.
El 2009, el FK Ventspils va utilitzar l'estadi per disputar els seus partits com a local en la UEFA Europa League a causa de problemes tècnics en el seu estadi.